# Chlorkyan
Chlorkyan (též CK) je anorganická sloučenina se vzorcem NCCl. Tento lineární, tříatomový pseudohalogenid je za běžných podmínek snadno kondenzující bezbarvý plyn. Je rozpustný ve vodě, alkoholech a diethyletheru. V laboratořích se častěji vyskytuje příbuzná sloučenina bromkyan, která je za pokojové teploty tuhou látkou a používá se v biochemické analýze a preparaci.

## Syntéza, vlastnosti, struktura
Přestože se vzorec uvádí jako CNCl, molekula chlorkyanu je pospojována v posloupnosti ClCN. Uhlík a chlor jsou spojeny jednoduchou vazbou, uhlík a dusík vazbou trojnou. Molekula je lineární, jako u příbuzných halogenkyanů (NCF, NCBr, CNI). Chlorkyan se vyrábí oxidací kyanidu sodného chlorem. Reakce probíhá přes meziprodukt dikyan ((CN)2).
NaCN + Cl2 → ClCN + NaCl
Sloučenina v přítomnosti kyselin trimerizuje na heterocyklický 2,4,6-trichlor-1,3,5-triazin.
Chlorkyan s vodou pomalu hydrolyzuje za uvolňování kyanovodíku:
ClCN + H2O → HCN + HClO

## Použití v syntéze
Chlorkyan je prekurzorem kyanidů sulfonylu a isokyanatanu chlorsulfonylu, užitečného reagencia v organické syntéze.

## Bezpečnost
Chlorkyan je vysoce toxickým krevním jedem, kdysi se uvažovalo o použití jako chemická zbraň. Při kontaktu s očima a s dýchacími orgány způsobuje okamžitou otravu. Mezi příznaky patří otupělost, rhinorrhea (tečení z nosu), bolesti v krku, kašel, schvácenost, nauzea, zvracení, edém, bezvědomí, křeče, paralýza a smrt. Chlorkyan je zvlášť nebezpečný tím, že je podle amerických analytiků schopen procházet filtry ochranných masek. Je také nestabilní kvůli svému sklonu k polymerizaci, která někdy může probíhat i explozivně.
Chlorkyan je uveden na Seznamu 3 Konvence o chemických zbraních. Veškerá výroba musí být hlášena OPCW.